# 纸博物馆 (意大利)
纸博物馆（Museo della carta）是意大利阿马尔菲的一个专题博物馆，成立于1969年，设于古老的手工造纸作坊内，展示历史上著名的阿马尔菲纸的制作过程，以及图书主题的展览。
针对游客的导览，每次持续约15-20分钟。